# Gangsterläufer
Gangsterläufer ist ein Dokumentarfilm von Christian Stahl über den Berliner Intensivstraftäter Yehya El-Ahmad.

## Handlung
Christian Stahl, der den vierzehnjährigen Yehya El-Ahmad als Nachbarn in Berlin-Neukölln kennenlernte, begleitet den Schwerkriminellen zwischen 2005 und 2011 mit der Kamera. Einen wichtigen Teil des Films machen Interviews mit Yehya und seinen Verwandten aus.
Mit 17 wird Yehya nach einem Raubüberfall, der die Spitze einer langen kriminellen Karriere darstellt, zu einer dreijährigen Haftstrafe in der Jugendstrafanstalt verurteilt. Christian Stahl, der während den Dreharbeiten vor, während und nach der Haftstrafe zu einem engen Vertrauten von Yehya und dessen Familie wird, nimmt nach eigenen Aussagen den Platz eines Mentors für den jungen Kriminellen ein. Diese Position erlaubt es ihm, die authentischen Gedanken und Gefühle Yehyas einzufangen, der für den Zuschauer als überraschend charmant und reflektiert erscheint.
Auch in die Familie Yehyas – ehemals wohlhabende Palästinenser aus dem Libanon – bekommt der Zuschauer intime Einblicke. Yehyas Brüder laufen trotz bemühter Verwandtschaft Gefahr, in seine Fußstapfen zu treten; die in Deutschland nur geduldeten und deshalb zwangsläufig arbeitslosen Eltern wirken rat- und machtlos. Eine Reise in den Libanon, die Yehyas Vater mit dessen Brüdern unternimmt, zeigt, dass Berlin-Neukölln die einzige Option ist.

## Produktion
Der Film wurde von der Hanfgarn & Ufer Filmproduktion GbR in Co-Produktion mit dem Rundfunk Berlin-Brandenburg (RBB) sowie dem Zweiten Deutschen Fernsehen (ZDF) und in Zusammenarbeit mit der Arte Deutschland TV GmbH produziert.
Die Uraufführung fand am 19. Januar 2011 beim Filmfestival Saarbrücken statt.
Stahls Buch In den Gangs von Neukölln: Das Leben des Yehya E., das 2014 erschien, befasst sich mit derselben Thematik wie der Film.

## Rezeption
Der freie Journalist und Filmkritiker Oliver Kaever wies darauf hin, dass die Beziehung zwischen Stahl und Yehya ein Vor- wie auch Nachteil des Filmes sei. So falle der Kommentar Stahls, der sich selbst als Teil von Yehyas Familie sieht, teilweise stark wertend und interpretativ aus. Seine eindeutige Positionierung versuche er, unter anderem mit einer teils heroischen Inszenierung des Kriminellen, auch dem Zuschauer aufzudrängen.
Im März 2014 wurde Yehya zu einer fünfjährigen Haftstrafe u. a. wegen schweren Raubs in zwei Fällen und gefährlicher Körperverletzung verurteilt.

## Auszeichnungen und Nominierungen

### Auszeichnungen
- 2012: Publikumspreis, Internationales Filmwochenende Würzburg

### Nominierungen
- 2011: Wettbewerb Dokumentarfilm, Max-Ophüls-Preis, Filmfestival Saarbrücken
- 2011: New Berlin Film Award, Achtung Berlin
- 2012: Young Onion Award, MakeDox Creative Documentary Film Festival